# Dolichopus calinotus
Dolichopus calinotus är en tvåvingeart som beskrevs av Friedrich Hermann Loew 1871. Dolichopus calinotus ingår i släktet Dolichopus och familjen styltflugor. Arten är reproducerande i Sverige. Inga underarter finns listade i Catalogue of Life.